# Bandjalang
Bandjalang är ett australiskt språk som talades av 10 personer år 1983. Bandjalang talas i Nya Sydwales. Bandjalang tillhör de pama-nyunganska språken.